# Việt Võ Đạo

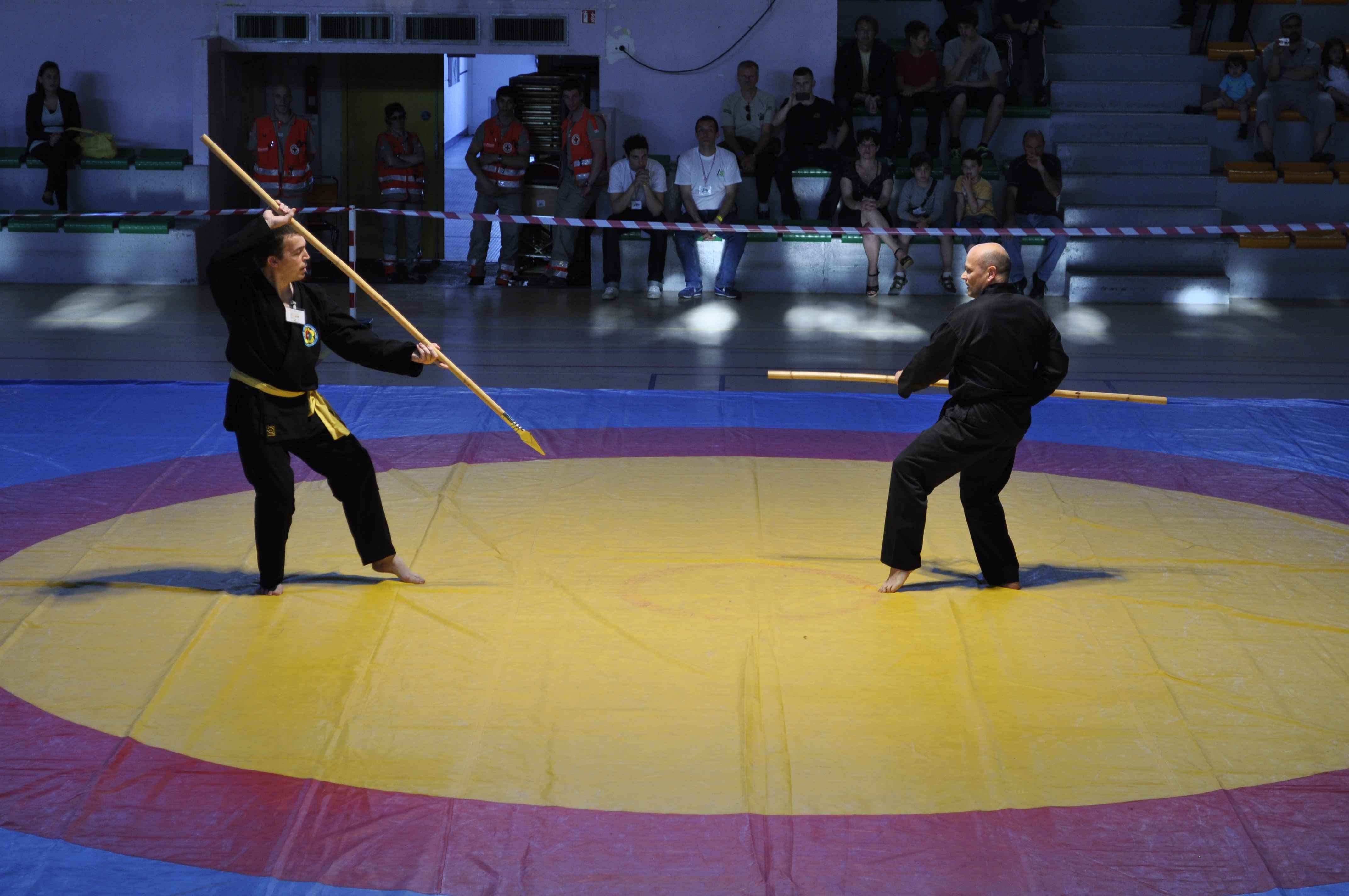
Demonstração de viet vo dao em Aulnay-sous-Bois em 2012.

O Việt Võ Đạo é uma arte marcial de origem vietnamita, atualmente praticada internacionalmente, sobretudo na Europa. Como uma das artes marciais Vietnamitas, o Việt Võ Đạo, desenvolveu-se sobretudo num contexto de defesa aos ataques estrangeiros, recebendo, simultaneamente, influências da ocupação estrangeira, sobretudo dos chineses. Ao longo de vários séculos com lutas civis, mudanças de dinastias, conquistas estrangeiras e guerrilhas variadas, os mestres de artes marciais de origem vietnamita utilizaram os conhecimentos que possuíam das artes marciais chinesas e desenvolveram uma forma única e particular de arte marcial. Estas artes marciais eram utilizadas pelos reis vietnamitas no treino das suas tropas e na defesa nacional contra as invasões. Os clãs e os templos budistas também cultivaram uma variedade de estilos para defesa pessoal em disputas nacionais.

## História

### Origem histórica
É difícil definir com precisão a data da formação das artes marciais vietnamitas. No fundo, nascem com a história do próprio país e do imperador Hung Vuong I. Este imperador funda a Dinastia Hồng Bàng, que dura de 2879 a 258 a.C. A origem da arte marcial vietnamita situar-se-á por aí, contendo, portanto, mais de quatro mil anos de existência. Teremos de ter em conta que o imperador Hung Vuong e a sua dinastia situam-se numa parte pré-histórica e mitológica da história do Vietname, sendo que a realidade é bastante difícil de discernir num tempo tão remoto. Por isso, em vários livros de história do Vietname esta dinastia não chega a ser sequer considerada.
Pinturas encontradas em cavernas no norte do Vietname descrevem cenas de luta com armas. Para além das cenas de luta com mãos vazias, há registos do uso de machados, pequenos sabres, lanças e paus longos e curtos.
O Vietname define-se oficialmente como país em 200 d.c. Apesar da problemática relação com a China, muita da cultura vietnamita, assim como do seu pensamento filosófico, provém precisamente daí. Isso seria inevitável, já que a China foi o grande polo dinamizador cultural no Extremo Oriente.

### A criação do Viet Vo Dao
Desde o século XI que existia uma academia de artes marciais na capital vietnamita Thang Long, hoje conhecida por Hanoi. Nessa altura, o país encontrava-se entre a dinastia Ly (1010-1225) e a Dinastia Trần (1225-1400). Em 1284, o general Tranhung Dao reúne todos os dirigentes das escolas de artes marciais vietnamitas para informá-los da ameaça de invasão dos mongóis e rogar-lhes que se unam. Como resultado desta junção, todas as técnicas puderam ser apresentadas e codificadas num todo homogéneo. A designação dada a esta homogeneização marcial era, inicialmente, Vo Thuat (a arte do combate de mãos), sendo mais tarde denominada Viet Vo Dao 越武道 ("o caminho vietnamita das artes marciais", sendo que outra interpretação possível é de "o caminho supremo das artes marciais" visto que viet, 越, que deriva do nome "Vietname", significa "supremo"). A eficiência desta arte marcial conferiu, ao Vietname, a célebre vitória sobre os mongóis.
Quando o Vietname se separou em diversos estados, vários estilos marciais foram criados. Durante a rebelião de Tay Son (1771-1788), uma guerra civil entre vários estados, muitos conceitos marciais foram desenvolvidos. A província de Binh Dinh, onde os rebeldes tinham as suas bases, é, ainda hoje, um espaço de reunião entre artes marciais.
Entre 1887 e 1954, o Vietname sofreu a colonização francesa. As artes marciais foram proibidas neste tempo mas desenvolveram-se secretamente.

### As vertentes
Em 1938, Nguyen Loc cria uma escola de artes marciais onde ensinava Vo Thuat, 武秫, termo que se refere às artes marciais vietnamitas de uma maneira genérica. Mais tarde, desenvolve um estilo ao qual chama Vovinam. Muita da emergência de escolas de artes marciais vietnamitas desenvolve-se na sequência dos ensinamentos de Nguyen Loc. Outras, contudo, praticam os mais diversos estilos.
Até à data, há registo de 75 escolas de Viet vo dao por todo o mundo. Fica aqui essa lista exaustiva:
1. Bach My Phai
2. Bach Ho Quyen
3. Chau Gia Duong Lang Nam Phai
4. Con Luan
5. Dai Bang Phai
6. Dau Vo Dai
7. Dong Viet Dao
8. Hac Ho Quyen
9. Han Bai
10. Hau Quyen Trung Dung Dao
11. He Phai
12. Hiep Khi Dao
13. Hiep Khi Vo Dao
14. Hoa Long Vo Dao
15. Hong Gia
16. Huynh Long Phai
17. Kim Ke
18. Kim Long
19. La Han Quyen
20. La Son Phai
21. Long Ho Hoi
22. Long Qing Phai
23. Mei Hoa Quyen
24. Minh Long
25. Nam Hai Vo Dao
26. Nam Hong Son
27. Nam Phai Duong Lang
28. Nga My Phai
29. Nga My Son Phat Gia Quyen
30. Nom Tong
31. Qwan Ki Do
32. Sa Long Cuong
33. Tay Son Nhan
34. Thieu Lam
35. Thieu Lam Nam Phai
36. Tran Su Vo Viet
37. Tran-Vo-Dao
38. Trung Son Vo Dao
39. Truong Vo Thuat
40. Vat Lieu Doi
41. Viet Vo Dao
42. Viet Vu Dao
43. Vinh Xuan Quyen
44. Vo An Vinh
45. Vo Bac Ninh
46. Vo Binh Dinh
47. Vo Cuu Long
48. Vo Da
49. Vo Dao Vietnam
50. Vo Hoang Nam
51. Vo Lam
52. Vo Lam Son
53. Lam Son Vo Dao
54. Vo Nha Chua
55. Vo Nhat Nam
56. Vo Quang Binh
57. Vo Quang Nam
58. Vo Song Be
59. Vo Tan Kanh
60. Vo Tay Son
61. Tay Son Nhan
62. Vo Thanh Long
63. Vo That Son
64. Vo Thuat Y Quyen
65. That Son Than Vo Dao
66. Nga My Son Phat Gia Quyen
67. Vo Tong Hop
68. Vo Trung Hoa
69. Vo Dao Trung Hoa
70. Vo Duong Cay Lau
71. Vo Viet Nam
72. Vovinam
73. Vu Dao
74. Daí Diu Lam
75. Tran-Vo-Dao